# Sauquillo de Boñices
Sauquillo de Boñices es una localidad española del municipio de Tejado, perteneciente a la provincia de Soria, en la comunidad autónoma de Castilla y León.

## Geografía
Esta pequeña población de la comarca de  Campo de Gómara y del partido judicial de Soria, está ubicada en el centro de la provincia de Soria, al sureste de la capital en el valle del río Rituerto. Se encuentra junto a la carretera autonómica CL-101 de Gómara a Almazán.

## Historia
Lugar que durante la Edad Media perteneció a la Comunidad de Villa y Tierra de Soria formando parte del Sexmo de Lubia.
A la caída del Antiguo Régimen la localidad se constituye en municipio constitucional en la región de Castilla la Vieja, partido de Soria  que en el censo de 1842 contaba con  29 hogares y 112  vecinos.
A mediados del siglo XIX crece el término del municipio porque incorpora a Alparrache.
A finales del siglo XX este municipio desaparece porque se integra en el municipio de Tejado. Ambas localidades contaban entonces con  33 hogares y 167 habitantes.

## Demografía
| Gráfica de evolución demográfica de Sauquillo de Boñices entre 1842 y 1960 |
| |
| Población de derecho según los censos de población del INE Población de hecho según los censos de población del INEEntre el censo de 1857 y el anterior, crece el término del municipio porque incorpora a 425005 (Alparrache) Entre el censo de 1970 y el anterior, este municipio desaparece porque se integra en el municipio 42183 (Tejado) |

En el año 1981 contaba con 17 habitantes, concentrados en el núcleo principal, pasando a 7 en 2009.